# Charles-François Thaon de Revel
Pour les articles homonymes, voir Famille Thaon de Revel, Thaon (homonymie) et Revel.
Charles-François Thaon de Revel, marquis de Revel et de Saint-André, né le 28 février 1725 à Nice (alors dans le comté de Nice du royaume de Sardaigne) et mort le 14 décembre 1807 à Cagliari (royaume de Sardaigne), est un militaire sarde du XVIIIe et du début du XIXe siècle.

## Biographie
Charles-François Thaon de Revel est un descendant de la famille Thaon de Revel, une très ancienne famille originaire de Lantosque. Il est le fils de Joseph Horace Thaon de Revel et de Marie Thérèse Cortina de San Martino.

### Carrière militaire
Charles-François Thaon de Revel suit une formation militaire à l'Académie royale militaire de Turin. Il en sort en 1740 porte-enseigne dans le régiment de Saluces.
En 1744, il combat dans le Comté de Nice contre les troupes franco-espagnoles qui ont envahi le pays pendant la guerre de Succession d'Autriche. Face aux troupes gallispanes, Nice est tombée sans combat et le Comté est occupé hormis Saorge. Un contre-attaque par les troupes austro-sardes leur permet de reprendre le Comté et d'occuper à l'Est de la Provence Grasse, Cannes et les îles de Lérins. Retour des troupes franco-espagnoles dans le Comté en 1747. Les combats s'arrêtent à la signature du traité d'Aix-la-Chapelle. Le duc de Savoie retrouve la pleine possession du Comté de Nice en 1748. Pendant ces combats il est blessé deux fois.
En 1755 il se marie avec Madeleine Galléan d'Ascros.
Il est nommé capitaine au régiment de Nice en 1762, major en 1768, lieutenant-colonel en 1771 et major général en 1780.
Le 29 mars 1781, le roi Victor-Amédée III lui donne le commandement général du Comté et de la Ville de Nice.
Il quitte Nice en mars 1787 quand il est promu lieutenant-général puis vice-roi de Sardaigne. Il quitte la Sardaigne en 1790 pour occuper le poste de gouverneur de Tortone, en Piémont.

### La guerre des Alpes
Le 20 avril 1792 la France déclare la guerre au roi de Hongrie et de Bohème. Les alliances adoptées antérieurement se mirent progressivement en place. Le roi de Prusse produit une déclaration le 26 juin 1792. Le duc Charles-Guillaume-Ferdinand de Brunswick-Wolfenbüttel, général des armes combinées autrichienne et prussienne, rédige un manifeste le 25 juillet 1792 dans lequel il déclare prendre les armes pour défendre le roi de Prusse et l'Empire, en tant qu'allié de l'empereur et État de l'Empire, et pour mettre fin à l'anarchie en France. Le 12 juillet 1792 est signé le traité d'alliance de Saint-Petersbourg entre l'impératrice de Russie et le roi de Hongrie et de Bohème. L'Espagne et la Suède ne veulent pas participer au conflit qui se prépare.
Le 25 juillet 1792, le roi de Sardaigne, Victor-Amédée III, accède formellement à la coalition contre les Français et offre de fournir une armée de 40 000 hommes. Le 10 septembre 1792, la Convention déclare la guerre au roi de Sardaigne.
Le 22 septembre, une armée commandée par le général Montesquiou entre en Savoie. Il s'empare le 24 septembre de Chambéry sans combats.
Le roi donne à Thaon de Revel le commandement d'un corps d'armée pour combattre les troupes Les troupes françaises. La présence des troupes françaises de l'autre côté du Var déclenche une panique à Nice. Le Sénat de Nice, la Trésorerie et toutes les administrations reçoivent l'ordre de se replier sur Saorge. Les troupes sardes quittent la ville le 18 septembre. Les émigrés qui se sont réfugiés dans le comté s'enfuient. Les troupes françaises qui sont sous les ordres du général d'Anselme franchissent le Var le 28 septembre 1792. Elles entrent dans Nice puis à Villefranche-en-Piémont sans combats. Le 4 novembre 1792 des délégués de Nice auprès de la Convention demandent le rattachement du Comté de Nice à France. La Convention demande un plébiscite qui a lieu en décembre 1792. À l'unanimité, les Niçois votent le rattachement.
Thaon de Revel installe son quartier général à La Giandola à Breil-sur-Roya. Si le littoral est contrôlé par l'armée française il n'en est pas de même dans les montagnes qui restent sous administration piémontaise. Ces fils, Joseph-Alexandre (1756 - 1820) et Ignace (1760 - 1835), participent à la guerre au côté de leur père.
Une brigade de 1 500 hommes commandée par le général Barral entreprend de remonter la vallée de la Vésubie. Elle atteint Levens le 17 octobre, Lantosque, le 20. Les troupes occupent sans résistance les villages de Duranus, Saint-Jean-la-Rivière et le Figaret. Les troupes saisissent les ressources utiles et les envoient à Nice. Les miliciens formés par Raynaldi reprennent l'offensive à partir de Belvédère et de La Bollène-Vésubie. Les troupes françaises recommencent leur attaque le 2 novembre mais doivent battre en retraite vers Utelle et Levens. 
4 février 1793, la Convention crée le département des Alpes-Maritimes. 
Combats de l'Authion de juin et juillet 1793. Les armées piémontaise, niçoise, autrichienne commandées par le général autrichien de Wins et Charles-François Thaon de Revel bloquent l'avance de l'armée française par le col de Raus et l'Authion vers la vallée de la Roya. 3 200 Français sont tués dans les combats. 
En présence du roi Victor-Amédée III, les troupes austro-sardes commandées par le général de Wins se mettent en marche pour reprendre Nice. Elles occupent le village de Belvédère du 7 septembre 1793 au 28 avril 1794, date à laquelle les Français le reprennent. Thaon de Revel se retire à Turin après avoir été blessé.
Le 26 avril 1794, Bonaparte qui est adjoint à Masséna vient se rendre compte de la situation militaire à Breil-sur-Roya. La vallée de la Roya est prise peu après ouvrant la route de l'Italie par le col de Tende.
En 1795, Thaon de Revel relance une attaque dans la vallée de la Vésubie.
Par la signature du traité de Paris, le 15 mai 1796, le Comté de Nice et la Savoie deviennent français. Le roi de Sardaigne lui offre peu avant, le 8 avril, le grade de général d'infanterie. Le 14 octobre 1796, mort du roi de Sardaigne Victor Amédée III.

### Derniers commandements
En 1797, Thaon de Revel est nommé gouverneur de Turin qui est la capitale du Royaume de Piémont-Sardaigne. Le 6 décembre 1798, à la suite des ordres du Directoire, les troupes françaises commandées par le général Joubert envahissent le Piémont et obligent le roi de Sardaigne Charles Emmanuel IV à abdiquer de ses terres fermes. Pendant l'occupation de la ville par les Français du général Collin, il est gardé à vue, puis on tenta de l'emmener en France. Ses deux fils sont emmenés en otage en France. Reconnu à Suse, la population réussit à le libérer en mai 1799. Il rejoint alors au quartier général d'Alexandre Souvorov. Il est chargé de la réorganisation de l'armée piémontaise. Le Roi le nomme lieutenant-général du Royaume, en 1799, avec des pouvoirs équivalents à ceux du roi.
En 1800, il reçoit le collier de l'ordre suprême de la Très Sainte Annonciade et le titre de marquis.
Il se retire en Sardaigne après la bataille de Marengo. Il est nommé le 14 septembre 1806 au poste créé pour lui de "Grand-maître de l'artillerie".